# خاندان عنبریان
خاندان عنبریان خاندانی متنفذ و ادیب از بیهق بودند. عنبریان احتمالاً ایرانی بودند ولی خود را به قبیلهٔ عنبر بن تمیم منسوب می‌کردند. اعضای نسل‌های مختلف این خاندان از قرن ۴ تا ۶ هجری قمری به کارهای دیوانی و دبیری سلاطین خراسان و ماوراءالنهر (قراخانیان، غزنویان، و سلجوقیان) اشتغال داشتند. اولینشان ابوالعباس اسماعیل بن علی عنبری که چند سالی وزیر ایلک نصر قراخانی بود. وقتی به خراسان بازگشت و پیشنهاد وزارت سلطان محمود غزنوی را نپذیرفت، زندانی و مسموم شد. اما اَعقاب او به غزنویان خدمت کردند از جمله امیرک بیهقی. دو برادر امیرک، یکی صاحب برید ری و سپس دبیر سلطان مسعود در غزنی بود و دیگری دستیار ابو نصر مشکان. شرح حال عنبریان در تاریخ بیهق ابن فندق آمده‌است.